# Dagny
Dagny là một xã thuộc tỉnh Seine-et-Marne trong khu vực Île-de-France ở phía bắc miền trung nước Pháp. 